# Пријатељски број
Природни бројеви a и b чине пријатељски пар бројева ако је збир правих делитеља броја a (оних који су мањи од a) једнак броју b и истовремено збир правих делитеља броја b једнак је броју a. Другим речима два броја су пријатељски бројеви ако је сваки од њих сума правих делилаца другог броја. Под правим делиоцима неког природног броја ņ подражумевају се сви делиоци овог броја, укључујући и број 1, изузев самог броја ņ.
Такав пар није нимало једноставно наћи. Најмањи је (220, 284). Прави делитељи броја 220 су: 1, 2, 4, 5, 10, 11, 20, 22, 44, 55 и 110, а њихов збир је управо 284. Збир правих делитеља броја 284 је једнак 220.
Познати француски математичар Ферма нашао је 1636. године други пар пријатељских бројева (17 296, 18 416). Заједно са Декартом, Ферма је открио правило за формирање таквих парова. Касније се испоставило да је за то знао, далеко пре њих, још у 10. веку, арапски математичар по имену Абу-л-Хасан Сабит ибн Марван ас-Саби ал Харани.
Следећи текст транспарентно показује његов приступ:
Уколико су једначине (p = 3x2n-1 – 1), (q = 3x2n-1 – 1) i (r = 9x2n-1 – 1) валидне, а свака од споменутих варијабли, односно „p“, „q“ i „r“ буду прости бројеви већи од 2, тада ће бројеви „2npq“ i „2nr“ бити „пријатељски бројеви“.‍:стр. 217.
Сабит ибн Кура у X веку, пре других математичара, у својим истраживањима долази до прва два пријатељска броја, тачније до пара 284 и 220. Сабитово откриће је у исламском свету било толико познато да није било могуће пренебрегнути га. Ово достигнуће су многи други муслимански математичари и аритметичари, попут Бин Бена Маракешија, Кемалудина Фарсија и Бин Хидра, користили у својим књигама и научним тракатима много пре Пјера де Ферме и нешто после Сабита.‍:стр. 255.
У 18. веку Ојлер је објавио списак од 64 пара пријатељских бројева, међу којима су два била погрешна. Шеснаестогодишњи Италијан Паганини нашао је 1867. године пар пријатељских бројева (1 184, 1 210) који су далеко мањи од Фермаових.
Уз помоћ рачунара данас је пронађено више од 600 пријатељских парова. Прво место на листи заузима (220,284), иза њега је Паганинијев (1 184, 1 210), затим долази (2 620, 2 924) итд. Фермаов пар је тек на 8. месту.

## Парност пријатељског броја
У свим познатим паровима пријатељских бројева, оба су парна или, што је много ређе, оба непарна. Није познато да ли постоји мешовит пар, састављен од једног парног и једног непарног броја. Такође, није позната формула та све пријтељске парове, нити се зна да ли их има коначно или бесконачно много.

## Хронологија пријатељских бројева
Откриће пријатељских бројева се приписује грчким математичарима. Сматра се да је Питагора нашао један пар таквих бројева: 220 и 284. Заиста прави делиоци броја 220 су 1, 2, 4, 5, 10, 11, 20, 22, 44, 55, 110 и њихова сума је 284. Делиоци броја 284 су 1, 2, 4, 71, и 142 и њихова сума је тачно 220.
У периоду од 2000 година ово је био једини пар пријатељских бројева. 
У деветом веку Табнт Ибн Кора је у виду теореме предложио алгоритам за регенерисање нижа пријазељских бројева.

## Примери парова пријатељских бројева
17296 и 18426: 9363584 9437056

### Пријатељски бројеви до 1 000 000
- 220 и 284
- 1184 и 1210
- 2620 и 2924
- 5020 и 5564
- 6232 и 6368
- 10744 и 10856
- 12285 и 14595
- 17296 и 18416
- 63020 и 76084
- 66928 и 66992
- 67095 и 71145
- 69615 и 87633
- 79750 и 88730
- 100485 и 124155
- 122265 и 139815
- 122368 и 123152
- 141664 и 153176
- 142310 и 168730
- 171856 и 176336
- 176272 и 180848
- 185368 и 203432
- 196724 и 202444
- 280540 и 365084
- 308620 и 389924
- 319550 и 430402
- 356408 и 399592
- 437456 и 455344
- 469028 и 486178
- 503056 и 514736
- 522405 и 525915
- 600392 и 669688
- 609928 и 686072
- 624184 и 691256
- 635624 и 712216
- 643336 и 652664
- 667964 и 783556
- 726104 и 796696
- 802725 и 863835
- 879712 и 901424
- 898216 и 980984

## Истина или празноверје
Ово фантасично својство поменутог пара бројева, послужило је да се осигура нераскидиво пријатељство између особа које их носе.